# عذرائيات
العذرائيات أو زخة شهب العذراء هي زخة شهب. ولكن الذي يميز هذه الزخة عن بقية الزخات هو أن هناك العديد من زخات الشهب الكبيرة والصغيرة التي تحدث خلال تجمع العذراء، بما في ذلك ألفا العذراء و إيتا العذراء و غاما العذراء و ثيتا العذراء و غيرها الكثير و ينبع معظمهم من كوكبة العذراء في فترة ما بين شهري فبراير و مايو. و تكون الزخة بشكل جماعي حيث تستمر الزخة عادةً من أواخر يناير إلى منتصف أبريل  و حتى أوائل مايو ،  و تبلغ الزخة ذروتها في شهري مارس وأبريل ،   بمعدل شهاب واحد أو إثنين فقط في الساعة في المتوسط  تتغير موقع الزخة باتجاه الجنوب الشرقي من وسط كوكبة الأسد في أواخر يناير إلى وسط برج العذراء بالقرب من السماك في منتصف مايو. 

## زخة شهب ألفا العذراء
تحدث زخة ألفا العذراء في فترة ما بين 10 مارس و 6 مايو ، و تبلغ زخة ألفا العذراء ذروتها في فترة ما بين 7 أبريل و 18 أبريل ، بمعدل 5 إلى 10شهب في الساعة ، و تم إكتشاف زخة ألفا العذراء لأول مرة في عام 1895. 

## زخة شهب غاما العذراء
زخة غاما العذراء الشمالية والجنوبية عبارة هما زخة شهب بطيئة الحركة ،   و على الرغم من أن هناك زخات في مجموعة تتحرك بشكل أسرع.   إلا أنه يُعتقد أن مصدر زخة الشهب جاما العذراء الشمالية والجنوبية يعود لـ 2002 FC و 2003 BD44 ، على التوالي.   و تبدأ الزخة من 5 أبريل إلى 21 أبريل ، و تبلغ الزحة ذروتها في 14 أبريل و 15 أبريل ، بمعدل أقل من 5 شهب في الساعة ،و تم إكتشاف زخة ألفا العذراء لأول مرة في عام 1895 كذلك . 

## زخة شهب إيتا العذراء
تحدث زخة إيتا العذراء ما بين 24 فبراير و 27 مارس ، و تصل لذروتها في 18 مارس بمعدل شهاب واحد إلى اثنين فقط في الساعة ، و تم إكتشاف زخة إيتا العذراء لأول مرة في عام 1961. 

## زخة شهب ثيتا العذراء
تحدث زخة ثيتا العذراء بين 10 مارس و 21 أبريل ، و تبلغ ذروتها في يوم 20 مارس بمعدل شهاب واحد إلى 3 شهب في الساعة ، و تمت ملاحظة زخة ثيتا العذراء لأول مرة في عام 1850 و لكن تم الإعتراف بالزخة في عام 1948. 

## زخة شهب أيوتا العذراء
زخة شهب أيوتا العذراء هي عبارة عن زخة شهب لطيفة تحدث أثناء النهار. 

## زحة شهب Lambda العذراء
زخة شهب Lambda العذراء عبارة عن زخة شهب بسيطة 

## زخة شهب Mu العذراء
زخة شهب Mu العذراء هي عبارة عن زخة شهب صغيرة، يمكن رؤيتها في شهر أبريل  و أوائل مايو. حيث تبدأ الزخة عادةً من يوم 1 أبريل إلى 12 مايو ، وتبلغ ذروتها في يوم 24 أبريل إلى يوم 25 أبريل  بمعدل 8 إلى 10 شهب في الساعة. إ و تقع الزخة بالقرب بالقرب من كوكبة الميزان ،

## زخة شهب Pi العذراء
تحدث زخة Pi العذراء في فترة ما بين 13 فبراير و 8 أبريل ، و تبلغ ذروتها بين 3 مارس و 9 مارس ، بمعدل 2 إلى 5 شهب في الساعة. و لوحظت زخة Pi العذراء لأول مرة في عام 1908 و تم الإعتراف بها في عام 1948. 

## زخة Psi
تعد زخة Psi العذراء عبارة عن زخة شهب بسيطة تحدث أثناء النهار. 

## زخة شهب مارس العذراء
زخة شهب مارس العذراء هي عبارة عن زخة شهب صغيرة. يُعتقد أن مصدر مارس العذراء الشمالية هو 1998 SJ70 .   بيتا ليونيدز ، و تبدأ في الظهور في السماء في فتر ما بين 14 فبراير إلى 25 أبريل ، و تبلغ ذروتها في يوم 20 مارس بمعدل 3 إلى 4 شهب في الساعة . 